# Eria ovilis
Eria ovilis är en orkidéart som beskrevs av Johannes Jacobus Smith. Eria ovilis ingår i släktet Eria och familjen orkidéer. Inga underarter finns listade i Catalogue of Life.